# عمر الدسمال
عمر جاسم الدسمال، لاعب كرة قدم سعودي، يلعب في نادي النور.

## مسيرة اللاعب
بدأ مع نادي القادسية و لعب بعدها مع نادي بيشة ونادي الروضة ونادي النور.